# Robert Raymond Reid

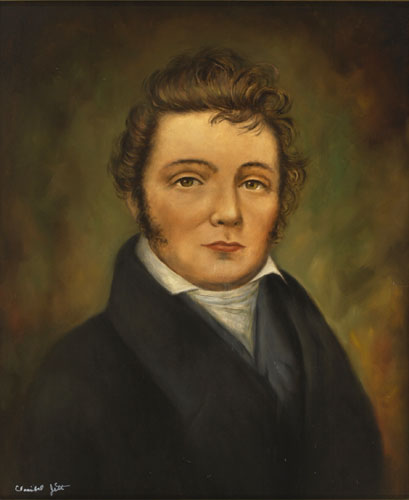
Robert Raymond Reid

Robert Raymond Reid (* 8. September 1789 im Prince William Parish, South Carolina; † 1. Juli 1841 in Blackwood, Florida) war ein US-amerikanischer Politiker und von 1839 bis 1841 Gouverneur des Florida-Territoriums. Außerdem vertrat er zwischen 1819 und 1823 den Bundesstaat Georgia als Abgeordneter im US-Repräsentantenhaus.

## Werdegang
Robert Reid besuchte das South Carolina College, die spätere University of South Carolina. Anschließend zog er nach Augusta in Georgia, wo er Jura studierte. Im Jahr 1810 wurde er als Anwalt zugelassen. Daraufhin begann er in diesem Beruf zu arbeiten. Im Jahr 1816 wurde er in Georgia Richter.
Zwischen dem 18. Februar 1819 und dem 3. März 1823 vertrat er als Mitglied der Demokratisch-Republikanischen Partei den fünften Wahlbezirk des Staates Georgia im Kongress. Nach dem Ende seiner zweiten Amtszeit war er bis 1832 als Richter an verschiedenen Gerichten in Georgia tätig. Im Jahr 1832 wurde er von Präsident Andrew Jackson zum Bundesrichter für den östlichen Teil des Florida-Territoriums berufen. Dieses Amt behielt er bis 1839. In diesem Jahr ernannte ihn Präsident Martin Van Buren zum neuen Territorialgouverneur von Florida. Robert Reid war maßgeblich an der Ausarbeitung der ersten Verfassung des späteren Bundesstaates Florida beteiligt. Er war außerdem ein Betreiber des Krieges gegen den Indianerstamm der Seminolen. Robert Reid starb während seiner Amtszeit am 1. Juli 1841 am Gelbfieber.